# پل خیابان مدیسون

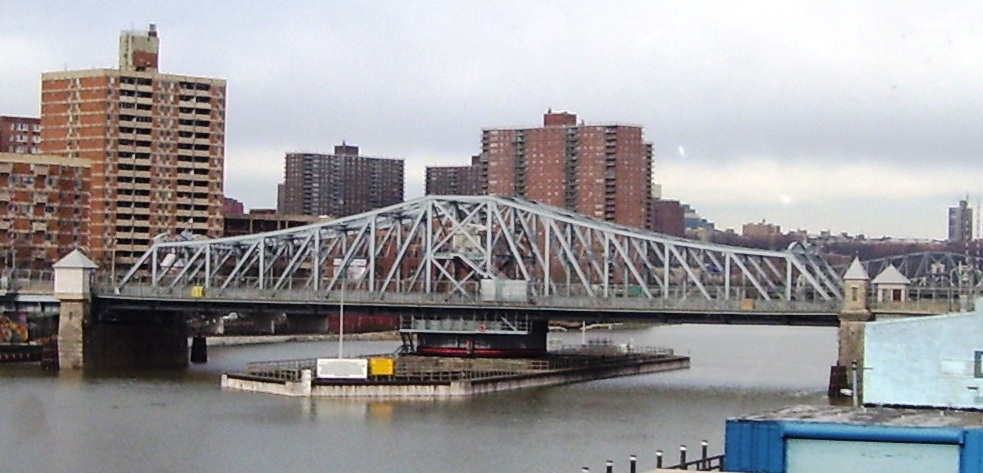
پل خیابان مدیسون

پل خیابان مدیسون (به انگلیسی: Madison Avenue Bridge) پلی است با طول ۵۷۷ متر که از روی رودخانه هارلم عبور کرده و خیابان مدیسون در منهتن را به خیابان صدوسی‌وهشتم شرقی در برانکس در نیویورک متصل می‌کند. اداره و نگهداری پل به وسیله دپارتمان حمل‌ونقل شهر نیویورک انجام می‌شود. این پل به وسیله آلفرد بولر طراحی و در سال ۱۹۱۰ بازگشایی شده‌است.

## پیوند مرتبط
- خیابان مدیسون